# Гривна за крак
Гривната за крак е украшение, което се носи около глезена. Най-често се носи от жени.

## История
Гривните за глезен се носят в ежедневието от жените от всички социални класи в Древен Египет още от додинастичния период. Те се правят от различни метали и в различни форми, като по-скъпите метали като златото са по-разпространени сред по-заможните хора, докато по-ниските класи използват сребро или желязо. По времето на четвъртата, петата и шестата династии, гривните за крак се правят от мъниста в няколко реда. Такива гривни се носят от танцьорки.
В Европа, бронзови гривни за крака се появяват през бронзовата епоха по поречието на Дунав, в подножията на Алпите, от Рейн до Атлантическия океан и на юг до Рона. Такива гривни са намерени в съкровищата от тези райони, заедно с други бронзови предмети. Смята се, че са били донесени от Курганната култура.
Установена е употребата на гривни за крак през неолита и халколита в Мехргарх (днешен Пакистан). Жените от Раджастан носят най-тежките гривни за крак, които са сребърни и обозначават племенната им принадлежност.